# Донецк (баскетбольный клуб)
БК «Донецк» — профессиональный украинский баскетбольный клуб из города Донецк. Основан в 2006 году. Чемпион Украины 2012 года.

## История

### Предшественники
Во времена Советского Союза в Донецке существовала команда мастеров «Шахтер», которая имела реноме сильного кубкового бойца.
В независимой Украине «горняки» по разу становились бронзовыми (1995) и серебряными (1996) призёрами национального чемпионата, а также провели 24 матча в рамках еврокубков.

### Сезон 2006/07
В 2006 году после 10-летнего перерыва по инициативе Валерия Плеханова и ветеранов донецкого баскетбола был организован БК «Донецк». Плеханов выступил учредителем, а также занял посты президента и играющего тренера.
Талисманом команды стал «Тигр» и владельцы клуба дали клубу псевдоним —- «Донецкие тигры».
В сезоне 2006/2007 годов «Донецк» принял участие в турнире первой лиги. Дебютант соревнований профессионалов выиграл все 34 матча (рекорд, который можно только повторить, но никогда и никому не удастся побить) и завоевал право повыситься в классе.

### Сезон 2007/08
Сезон 2007/2008 годов БК «Донецк» провел в высшей лиге. У команды появился титульный спонсор в лице банка «Родовид», а президентом клуба стал украинский бизнесмен и меценат Дядечко Сергей. В 56 играх регулярного чемпионата БК «Донецк» одержал 53 победы. Константин Галенкин — один из лидеров команды — был признан лучшим центровым турнира. «Тигры» стали обладателями малых золотых медалей и досрочно завоевали место в Суперлиге Украины.

### Сезон 2008/09
Перед дебютным сезоном в Суперлиги пост главного тренера БК «Донецк» занял латвийский тренер Игорс Миглиниекс. В команду были приглашены легионеры: американцы Пи Джей Такер, Крис Оуэнс и Деметриус Александер, серб Милутин Алексич, пуэрториканец Андрес Родригес, литовец Жидрунас Урбонас. Клуб дебютировал в еврокубках. В квалификационном раунде Еврочелленджа, БК «Донецк» уступил кипрскому АЕЛу по сумме двух матчей.
Команда уверенно прошла регулярный чемпионат Суперлиги, заняв в нём второе место. В полуфинале плей-офф БК «Донецк» победил одного из флагманов украинского баскетбола БК «Киев» и лишь в финальной серии проиграл «Азовмашу».

### Сезон 2009/10
ВКоманду возглавил литовский наставник Рамунас Бутаутас. В составе удалось сохранить Пи Джея Такера, Криса Оуэнса и Милутина Алексича, а кроме того были приглашены амеркианцы Марки Перри и Рикардо Марш, босниец Горан Иконич, хорват Бруно Шундов и украинцы Артур Дроздов и Максим Ившин.
БК «Донецк» получил право стартовать в квалификации Еврокубка. В упорной битве команда, несмотря на победу дома, по итогам двух поединков уступила испанскому «Бильбао», но продолжила борьбу в Еврочеллендже. Там БК «Донецку» не хватило всего одной победы в групповом турнире, чтобы занять второе место и выйти в следующий этап.
БК «Донецк» стал одной из восьми команд, приглашенных участвовать в дебютном сезоне Единой лиги ВТБ. По мнению организаторов турнира именно дончане стали главным сюрпризом сезона. Они сенсационно обыграли на своей площадке «Химки», за которые выступали Тимофей Мозгов и Кит Лэнгфорд. И в этом соревновании БК «Донецк» остановился в шаге от выхода в Финал четырёх.
В украинской Суперлиге команда шла в группе лидеров, но ухудшение состояния здоровья Сергея Дядечко не позволило ей завершить сезон, хотя БК «Донецк» на момент снятия с чемпионата занимал в нём второе место, выиграв 9 матчей из 12.
Команда снялась с соревнований и объявила о своём закрытии, в связи отсутствия финансирования. Игроки основного состава были распущенны и перешли в ранг «свободных агентов». После того, как БК «Донецк» снялся с соревнований, результаты матчей с его участием были аннулированы.

### Сезон 2010/11
Главным тренером команды стал сербский специалист Саша Обрадович. Состав был полностью обновлен, и в его основу вошли сербы Саша Васильевич и Бранко Цветкович, доминиканец Луис Флорес, босниец Ясмин Хукич, американец Джей Кей Эдвардс, украинцы Вячеслав Кравцов и Владимир Гуртовой.
БК «Донецк» выиграл регулярный чемпионат Суперлиги, одержав 37 побед в 48 матчах, а также занял третье место в Финале четырёх Кубка Суперлиги. Во второй раз в своей истории команда вышла в финал плей-офф, где лишь в седьмом решающем поединке в упорнейшей борьбе уступила «Будивельнику».

### Сезон 2011/12
Оставшись на посту наставника Саша Обрадович пригласил в команду американцев Рамела Карри ДеМаркуса Нельсона и Майкла Ли, сербов Вуле Авдаловича и Ивана Раденовича, украинцев Дмитрия Глебова, Максим Пустозвонов и Александра Липового. По ходу сезона состав усилил македонец Войдан Стояновск и экс-игрок НБА Дарнелл Джексон.
Сезон стал самым успешным в истории БК «Донецк». В Еврокубке команда сумела преодолеть два групповых этапа, потерпев всего два поражения и опередив российские «Химки», французский АСВЕЛ, греческий «Арис», израильский «Хапоэль» и хорватскую «Цибону». В четвертьфинале плей-офф БК «Донецк» в напряженном противостоянии проиграл литовскому «Летувос Ритас», который в итоге занял третье место в турнире. Американский защитник дончан Рамел Карри стал самым результативным игроком Еврокубка.
В финале плей-офф украинской Суперлиги БК «Донецк» всухую обыграл «Азовмаш» 4-0 и впервые в своей истории завоевал золотые медали. Карри был признан самым ценным баскетболистом турнира.

### Сезон 2012/13
На смену уехавшему в германскую «Альбу» Саше Обрадовичу на тренерский мостик пришёл его соотечественник Влада Йованович. По ходу сезона его сменил испанец Хосеп Мария Беррокаль, а завершала сезон команда под руководством спортивного директора Алексея Ефимова.
Кравцов уехал в НБА выступать за «Детройт Пистонс», но удалось сохранить Карри, Раденовича, Стояновски, Глебова, Максим Пустозвонов, Липового. Команду усилили американцы Дорон Перкинс и Диор Фишер, литовец Дариус Сонгайла, украинец Кирилл Фесенко. Однако во время чемпионата Перкинс покинул клуб.
Благодаря чемпионскому титулу БК «Донецк» получил право стартовать в квалификации Евролиги, но уступил французскому «Ле Ману» и переместился в Еврокубок. Там команда, несмотря на выездную победу над российским «Локомотивом-Кубань» и домашнюю над «Галатасараем», заняла третье место в группе.
В Единой лиге ВТБ дончане, благодаря впечатляющему финишному рывку, вышли в плей-офф, но в четвертьфинале проиграли «Локомотиву-Кубань».
На два выездных матча с «Локомотивом-Кубань» в Краснодар по инициативе Сергея Дядечко клуб организовал выезд группы самых преданных и верных болельщиков вместе с командой.
В четвертьфинале плей-офф украинской Суперлиги БК «Донецк» в упорном противостоянии уступил «Азовмашу» 1-4, причем два матча серии закончились овертаймами.

### Сезон 2013/14
Впервые за время выступлений в Суперлиге БК «Донецк» возглавил украинский тренер Валерий Плеханов. Он пригласил в состав американцев Марко Киллингсуорта, Бена МакКоли, Бернарда Кинга, грузина Георгия Цинцадзе, украинцев Дениса Яковлева и Максима Корниенко.
БК «Донецк» успешно проводил сезон, находясь в числе лидеров Суперлиги и своей группы в Единой лиге ВТБ. Также дончане впервые в истории вышли в финал Кубка Украины, но уступили там «Будивельнику». Однако обострение ситуации в регионе вынудило клуб, заботясь о безопасности легионеров, весной расстаться с ними. По той же причине БК «Донецк» пришлось отказаться от участия в трех заключительных матчах регулярного чемпионата Единой лиги ВТБ, хотя на тот момент команда уже обеспечила себе выход в плей-офф. В национальном первенстве ушедших легионеров заменили воспитанники собственной школы, выступавшие за дубль. Молодые игроки сумели за короткий период влиться в команду, и в по итогам сезона БК «Донецк» занял весьма почетное в такой ситуации четвёртое место.
Из-за начала военных действий в непосредственной близости от города летом 2014 года БК «Донецк» был вынужден прекратить существование.

## Детская Баскетбольная Школа
Детская баскетбольная школа БК «Донецк» была основана в том же 2007 году по инициативе президента клуба Дядечко Сергея.
В первый же год существования команда ДБШ БК «Донецк» заняла призовые места во всеукраинских соревнованиях, а в дальнейшем регулярно пополняла клубный музей различными трофеями. Постепенно была организована многоуровневую разветвленную структуру детской школы, которая охватила весь регион. В неё входили отделения не только в Донецке, но и в Макеевке, Горловке, Краматорске, Дружковке, Докучаевске, Димитрове, в которых под руководством опытных и профессиональных тренеров занималось в различных возрастных категориях более 1000 детей.
Руководить этим масштабным проектом был приглашен сербский специалист Миодраг Бойкович. Бойкович в течение многих лет работал тренером юношеских и молодёжных сборных Сербии различных возрастов, а в число его воспитанников входит Милош Теодосич.
В 2013 году команда ДБШ БК «Донецк» стала чемпионом самого престижного турнира Европы для юных баскетболистов — юношеской Евролиги. Лидерами того состава были Виталий Зотов, Сергей Павлов и Антон Мусиенко, а также Харитонов Владислав отличился в первенстве чемпионата Украины
. Кроме того, ранее успешную карьеру во взрослом баскетболе сделали такие воспитанники детской школы, как Александр Антипов и Игорь Бояркин.

## Социальная активность
Президент БК «Донецк» Дядечко Сергей выступил инициатором программы по реставрации уличных площадок Донецка. Финансирование клуба позволило заменить старые и поломанные щиты и кольца на новые и современные на десятках открытых площадок в школах и обычных дворах города.
Игроки БК «Донецк» многократно посещали различные учебные заведения города, проводя мастер-классы для детей и просто общаясь с болельщиками в неформальной обстановки. Клуб охватывал все категории своих поклонников и учитывал их специфику. Занятия со школьниками проводил уроженец Донецка Денис Лукашов. Поздравляли с 8 марта студентов медицинского колледжа, большую часть которых составляют девушки, Максим Пустозвонов и Кирилл Фесенко. На встречу с фан-клубом известного своими международным связями Донецкого национального технического университета приехал американский легионер Кертис Миллэдж.
По инициативе президента клуба были дважды организованы беспрецедентные для Украины поездки фан-клуба с командой на выездные матчи с «Локомотивом-Кубань» в Еврокубке и Единой лиге ВТБ. Также был проведен уникальный товарищеский матч с болельщиками краснодарского «Локомотива-Кубань».
БК «Донецк» стал спонсором городской универсиады по баскетболу в 2013 году. Клуб выступил спонсором десятка турниров различного уровня, в том числе и молодёжных. Самым масштабным из них стал «BC Donetsk Streetball Cup-2013», который прошёл на центральной площади города. Стритбольные турниры проходили также в Макеевке и пгт Ханжонково.

## Арена
Баскетбольный клуб «Донецк» играл в спорткомплексе «Дружба» — одной из лучших арен на Украине.
В начале 2013 года БК «Донецк» в рамках подготовки к Чемпионату Европы по баскетболу 2015 года совместно с ХК «Донбасс» приступил к строительству новой многофункциональной арены на 8 000 мест, однако из-за начавшейся в 2014 году войны, строительство было заморожено .

## Достижения
- Чемпион Украины: 2012;
- Серебряный призёр Чемпионата Украины: 2009, 2011;
- Бронзовый призёр Кубка Суперлиги: 2011;[6]
- Серебряный призёр Кубка Украины: 2014;

## Сезоны
| Сезон   | Лига      | Уровень | Рег. Чемп. | Плей-Офф      | Еврокубки          |
| ------- | --------- | ------- | ---------- | ------------- | ------------------ |
| 2012-13 | Суперлига | 1       | 6          | Четвертьфинал | Гр. этап Еврокубка |

## Руководство клуба
- Президент — Сергей Дядечко